# Olive Christelle Ngo Nyepel
Olive Christelle Ngo Nyepel (* 16. Januar 1995 in Malabo) ist eine äquatorialguineische Fußballspielerin.

## Karriere
Ngo Nyepel spielt seit ihrer Jugend für E Waiso Ipola und spielt seit 2010 in der ersten Mannschaft. Nach der Weltmeisterschaft hat sie sich Inter Continental angeschlossen.

## International
Ngo Nyepel hat als jüngste Teilnehmerin des Turnieres ihr Land Äquatorialguinea bei der ersten Teilnahme ihres Landes an einer FIFA Frauen Fußball-Weltmeisterschaft vertreten. Sie kam bislang zu neun offiziellen FIFA Spielen, darunter das erste Spiel bei der Weltmeisterschaft 2011 gegen Norwegen in Deutschland.